# Takako Tokiwa
Takako Tokiwa (常盤 貴子 Tokiwa Takako?,  Yokohama, Prefectura de Kanagawa, 30 de abril de 1972) es una actriz japonesa, afiliada a Stardust Promotion. En 2005, Tokiwa fue nominada en la categoría de major actriz en los Premios de la Academia Japonesa por su papel en Akai Tsuki. En 2011, coprotagonizó la película Cut de Amir Naderi junto a Hidetoshi Nishijima.

## Filmografía

### Películas
- Moonlight Express (1999)
- A Fighter's Blues (2000)
- Sennen no Koi Story of Genji (2001)
- Get Up! (2003)
- Akai Tsuki (2004)
- Hoshi ni Natta Shonen (2005)
- Mamiya Kyodai (2006)
- Brave Story (2006)
- Metro ni Notte (2006)
- Awakening (2007)
- 20th Century Boys (2008)
- Tsuribaka Nisshi 19 (2008)
- After School (2008)
- Hikidashi no Naka no Love Letter (2009)
- Dirty Hearts (2011)
- Cut (2011)
- Dareka no Mokkin (2016)
- Hanakatami (2017)
- Kodomo Shokudō (2018)

### Televisión
- Eve wa Hatsukoi no Yoni (1991)
- Ai wa Doda (1992)
- Junen ai (1992)
- Akuma no Kiss (1993)
- The Wide Show (1994)
- Coming Home (1994)
- Watashi no Unmei (1994–1995)
- Kinjirareta Asobi (1995)
- Aishiteiru to itte kure (1995)
- Mada koi wa Hajimaranai (1995)
- Minikui Hhiru no Ko (1996)
- Mahiru no Tsuki (1996)
- Hitori Gurashi (1996)
- Risou no Kekkon (1997)
- Saigo no Koi (1997)
- Meguriai (1998)
- Tabloid (1998)
- Utsukushii Hito (1999)
- Kabachitare (2000)
- Beautiful Life (2000)
- The Long Love Letter (2002)
- Renai Hensachi (2002)
- Ryuten no Ohi: Saigo no Kotei (2003)
- The Hit Parade (2006)
- Gyokuran (2007)
- Bizan (2007)
- Life in Additional Time (2008)
- Tenchijin (2009)
- Kamisama no Nyobo (2011)
- Mare (2015)
- Makanai: la cocinera de las maiko (2023)[3][4]

## Premios
- 6° Television Academy Awards: Mejor actriz - Aishiteiru to Ittekure
- 10° Television Academy Awards: Mejor actriz - Mahiru no Tsuki
- 12° Television Academy Awards: Mejor actriz - Risou no Kekkon
- 14° Television Academy Awards: Mejor actriz - Saigo no Koi
- 23° Television Academy Awards: Mejor actriz - Utsukushii Hito
- 24° Television Academy Awards: Mejor actriz - Beautiful Life